# T. Jane Zelikova
Tamara Jane Zelikova (Ucrania, 24 de marzo de 1978) es una científica, comunicadora y activista del cambio climático, interesada en los impactos del cambio ambiental en los ecosistemas naturales y modificados. Sus intereses incluyen la biogeoquímica tropical así como los efectos del cambio climático en organismos pequeños y grandes. Combina su formación como investigadora con un interés en la comunicación y divulgación científica, pensando en formas de expandir el papel de la ciencia en el abordaje de problemas globales.
Zelikova es la co-fundadora de 500 Women Scientists, una organización global con la misión de hacer que la ciencia sea abierta, inclusiva y accesible, luchando contra el racismo, el patriarcado y las normas sociales opresivas. Fundó la organización después de las elecciones presidenciales de Estados Unidos de 2016, frustrada por lo que consideraba actitudes desdeñosas hacia la ciencia y las mujeres. Contribuyó a la colección de ensayos y poesía de escritoras sobre el cambio climático titulada All We Can Save.

## Primeros años y educación
Zelikova nació el 24 de marzo de 1978 en una familia judía en Ucrania. Su familia se mudó a Atlanta, Georgia, en 1990, cuando Zelikova tenía 12 años. Ella acredita ser una judía inmigrante como una parte importante de su identidad; se ha descrito a sí misma como una niña activa y dice que su curiosidad por la forma en que funciona el mundo influenció su interés por la ciencia de los ecosistemas.[cita requerida] Zelikova se graduó de la Universidad de Georgia con un título en ecología. Más tarde recibió su doctorado de la Universidad de Colorado en Boulder en ecología y biología evolutiva.

## Carrera e investigación
Zelikova es una científica, cineasta y activista de ecosistemas. Es investigadora en la Universidad de Wyoming. Su investigación se centra en comprender los impactos del cambio climático en los sistemas ecológicos y estudiar las formas en que responden los organismos, las plantas y los ciclos biogeoquímicos. Zelikova acredita a Michael Breed y Nathan Sanders como sus mentores mientras estuvo en CU Boulder.[cita requerida]
Zelikova y sus colegas encontraron que en una pradera de pasto mixto, la comunidad de plantas era más estable bajo condiciones de aumento de dióxido de carbono, y hay más "uniformidad" en las especies de plantas. Las comunidades de praderas de pastizales son importantes debido a la composición de su comunidad vegetal y la cantidad de especies forrajeras y, por tanto es relevante comprender cómo responden a perturbaciones del cambio climático relacionado. En otro estudio, Zelikova y colegas encontraron que el crecimiento de las especies invasoras era mucho más limitado de lo que esperaban en condiciones de calentamiento, debido a características del cambio climático, incluida la temperatura, la precipitación, la textura del suelo, y demografía vegetal. Otro ejemplo de su trabajo en estas interacciones es su trabajo en los bosques tropicales de tierras bajas, donde examinó el papel de las hormigas cortadoras de hojas en las emisiones de dióxido de carbono y metano, y cómo sus nidos cambian el paisaje, alterando el procesamiento del carbono, nitrógeno y fósforo. Más recientemente, la investigación de Zelikova se centra en la mitigación del cambio climático, específicamente en cómo promover una mayor absorción de carbono en el suelo.

### 500 Women Scientists
Zelikova es conocida por ser la co-fundadora de 500 Women Scientists [500 Mujeres Científicas]. Tras la elección del presidente Trump en 2016, Zelikova y su colega Kelly Ramirez fundaron la entidad al preocuparse sobre las mujeres en STEM y la retórica de odio expresada en la campaña de Trump, incluyendo el sexismo y los ataques a las minorías y los inmigrantes. Tienen 165 pods a nivel mundial que funcionan juntos, y 111 en los Estados Unidos.

### End of Snow
A través de una compañía de producción que ella cofundó, "Hey Girl Productions", Zelikova lanzó una película titulada End of Snow [Fin de la Nieve]. Es un cortometraje que sigue a varios personajes, incluidos un paleoecólogo, un ranchero y un hombre que recopila datos de las nevadas en el suroeste, mientras se enfrentan a los impactos del cambio climático. End of Snow ganó varios premios, incluido el premio a la Mejor Edición por un Festival Internacional de Cine de Vida Silvestre, el Finalista del Festival Internacional de Cine de Montaña de Vancouver 2018 y el premio Ekotopfilm Envirofilm 2017.

### Activismo y otros
Zelikova pasó un año y medio trabajando en formulación de políticas en Washington D. C. durante su tiempo como becaria de la Asociación Estadounidense para el Avance de la Ciencia.[cita requerida] Trabajaba allí cuando se firmó el acuerdo de París, pero se retiró al comienzo de la administración Trump al sentirse frustrada con la postura de estos sobre el clima.[cita requerida] Zelikova también es co-fundadora de LUCA Media Collective, una empresa de medios sin fines de lucro que se centra en "historias de apoyo". Adicionalmente, Zelikova desarrolló un curso especial en Costa Rica sobre comunicación científica que enseña a los estudiantes cómo comunicar de manera efectiva su investigación con los legisladores y las personas en el poder.

## Premios
Zelikova ha ganado premios tanto por su activismo como por sus contribuciones a la ciencia. Recibió el premio Grist 50 2018, donde figura en la sección de "estratega " por cofundar 500 Women Scientists; Grist resalta como una de las partes más impresionantes de 500 Women Scientists su función de "solicita a una científica", que conecta a periodistas, legisladores y otros con las principales científicas de todo el mundo.
Zelikova fue becaria Mendenhall en el Servicio Geológico de los Estados Unidos de 2010 a 2012 y becaria de política científica y tecnológica de la AAAS en el Departamento de Energía de Estados Unidos. También ganó los premios Science Media Awards y Summit In the Hub 2018, por su forma innovadora de conectar la ciencia y los medios para contar historias y promover la ciencia abierta y fácil. Jane fue reconocida en la lista Bitch50 Bitch Media de 2018 por su trabajo en la construcción de la plataforma Request a Woman Scientist.